# Néstor Lorenzo
Néstor Lorenzo (*26. února 1966, Lanús, Buenos Aires, Argentina) je bývalý argentinský fotbalový obránce, v současnosti působí jako fotbalový trenér.

## Klubová kariéra
Profesionální fotbalovou kariéru zahájil v argentinském klubu Argentinos Juniors, kde hrál v letech 1985-1989. V roce 1989 přestoupil do italského klubu AS Bari, kde odehrál sezónu 1989/1990.
Následně přestoupil do anglického mužstva Swindon Town FC, kde odehrál 2 sezóny. Po úspěšném vystoupení Argentiny na MS 1990 se jej pokusil zlanařit trenér Brian Clough do Nottinghamu Forest , nicméně Lorenza získalo jiné anglické mužstvo Swindon Town FC, které vedl bývalý legendární argentinský hráč Osvaldo Ardiles, jenž zde začínal svou trenérskou kariéru.
V první sezóně 1990/1991 druhé anglické ligy nastoupil Néstor Lorenzo ve 20 zápasech a vstřelil 2 góly. První v domácím utkání při svém debutu na stadioně County Ground proti Portsmouth FC , kde přispěl k výhře 3:0 a druhý v zápase na stadioně Watfordu, kde Swindon Town remizoval 2:2.
V další ligové sezóně 1991/1992 se objevil na hřišti ve 4 zápasech, aniž by vstřelil branku. Celkem za Swindon Town odehrál 27 utkání (24 ligových, 3 pohárové v FA Cupu) a připsal si 2 góly.
Po svém zahraničním angažmá se vrátil do vlasti do klubu CA San Lorenzo de Almagro z Buenos Aires. Než v roce 1997 ukončil aktivní hráčskou kariéru, působil ještě v argentinských klubech CA Bánfield, Club Ferro Carril Oeste a slavném CA Boca Juniors.

## Reprezentace
Néstor Lorenzo reprezentoval Argentinu v letech 1988-1990. Byl v kádru národního týmu na Letních olympijských hrách v roce 1988 v Jižní Koreji.
Zúčastnil se i Mistrovství světa ve fotbale 1990. V průběhu šampionátu nastoupil ve 3 utkáních:
- 8. června 1990 v utkání základní skupiny proti Kamerunu (prohra Argentiny 0:1), odehrál celý zápas [3]
- 13. června 1990 v utkání základní skupiny proti SSSR (výhra Argentiny 2:0), v 79. minutě střídal na hřišti Pedra Monzóna [4]
- 8. července 1990 ve finále proti Německu (prohra Argentiny 0:1), odehrál celý zápas [5][6]

## Trenérská kariéra
Po ukončení aktivní hráčské kariéry se dal na trenérskou dráhu, byl členem argentinského trenérského týmu, který vedl José Pékerman.
Od roku 2012 je asistentem Josého Pekermana u kolumbijské fotbalové reprezentace.